# Antoni Lluís Carrió i Artigues
Antoni Lluís Carrió i Artigues (Pedreguer, Marina Alta, 1958 - València, 17 de juny de 2013) va ser un advocat i polític valencià, regidor de la Unitat del Poble Valencià a Pedreguer entre 1987 i 1999.

## Biografia
Fundador de la Unitat del Poble Valencià, va ser regidor d'esta formació a Pedreguer durant més de 10 anys. En 1991 va esdevenir el primer càrrec supra-municipal de la formació, quan es convertix en diputat a la Diputació d'Alacant pel partit judicial de Dénia. També va ser conseller nacional del BLOC Nacionalista Valencià.
Pel que fa a la seua faceta com a home de cultura, va dirigir, des de la seua fundació en 1985 fins al dia de la seua mort l'Institut d'Estudis Comarcals de la Marina Alta.